# 速比涛
速比涛（Speedo）是一个泳装品牌。
Speedo 品牌由苏格兰移民亚历山大·麦克雷 (Alexander MacRae)于 1914 年在澳大利亚悉尼创立，现在是英国Pentland 集团的子公司。如今，从泳衣、泳鏡到手表，各种产品上都可以找到 Speedo 品牌的身影。Speedo 品牌之前由PVH根据独家永久许可在北美生产并以 Speedo USA 的名义销售，PVH 于 2013 年收购了之前的许可方Warnaco 集团。其“鲨鱼皮”系列泳装号称可帮助游泳运动员大幅提高成绩。Speedo International Limited是一家澳大利亚-英国泳装和游泳相关配件经销商，总部位于英国诺丁汉。

## “鲨鱼皮”泳衣
- 第一代：Fastskin（2000年）
- 第二代：Fastskin FSII（2004年）
- 第三代：Fastskin FS PRO（2007年）
- 第四代：Fastskin LZR RACER（2008年）

“鲨鱼皮”泳衣最初由速比涛发明，后来包括Arena和Jaked等泳衣制造商也生产相似概念的高科技泳衣，使得身穿高科技泳衣的运动员经常打破纪录。后来国际泳联禁止了运动员在比赛中身着此类泳衣。